# Paula Gruden
Paula Gruden o Pavla Gruden (Ljubljana, 14 de febrero de 1921-Sídney, 26 de enero de 2014) fue una poeta, traductora y editora australiana.

## Biogradía
Gruden nació en Ljubljana, por aquel entonces una pequeña ciudad del Reino de Yugoslavia. Durante la Segunda Guerra Mundial fue desplazada a Alemania para hacer trabajos forzados, y, posteriormente, trabajó en Trieste como secretaria y traductora de la administración militar de los Aliados. Desde 1948, se fue a vivir a Sídney, Australia. Allí creó la revista literaria Svobodni razgovori en 1982 y trabajó como editor.
Gruden escribió tanto en inglés como en su lengua nativa, el esloveno. Gruden también tradujo textos del esloveno al serbo-croata. También es conocida por la comunidad eslovena y los círculos literarios australianos por ser una escritora prolífica en el formato haiku. Fue miembro de la Slovene Writers' Association.
Gruden fue incluida en muchas antologías, como Antologija slovenskih pesnic (The Anthology of Slovene Woman Poets; Založba Tuma, 2004), Zbornik avstralskih slovencev (Anthology of Australian Slovenes; Slovenian-Australian Literary & Art Circle, 1988), Album slovenskih književnikov (Album of Slovene Literati; Mladinska Knjiga, 2006), Australian Made: A Multicultural Reader (University of Sydney, 2010), y Fragments from Slovene Literature: An Anthology of Slovene Literature (Slovene Writers Association, 2005).